# Annals of Anatomy
Annals of Anatomy – niemieckie czasopismo naukowe poświęcone anatomii, wydawane przez wydawnictwo Urban and Fischer należące do grupy Elsevier. Zostało założone w 1886 przez Karla von Bardelebena pod nazwą „Anatomischer Anzeiger” i wydawane było przez wydawnictwo Gustava Fischera. Obecną nazwę nosi od 1991 roku.
Według ISI w roku 2014 impact factor czasopisma wyniósł 1,483